# أبو بكر راتب
أبو بكر راتب باشا (1802 ـ 1878) سياسي وبرلماني مصري. شغل منصب محافظ الإسكندرية في الفترة من 3 نوفمبر 1854 إلى 10 أغسطس 1855، كما رأس مجلس شورى النواب المصري لفترتين:
- الأولى: من 10 يوليو 1871 إلى 6 أغسطس 1871
- الثانية: من 26 يناير 1873 إلى 24 مارس 1873.

سمي باسمه «سوق راتب» بمنطقة المنشية بالإسكندرية.